# Porkuni
Porkuni (autrefois : Borckholm) est un village estonien de la commune de Tamsalu dans le Virumaa occidental (ancien Wierland occidental). Il avait une population de 205 habitants en 2006. Il est connu pour son lac à proximité avec ses petites îles appréciées des baigneurs l’été.

## Lac de Porkuni
Le lac de Porkuni se trouve dans les Collines de Pandivere, à 107 mètres au-dessus du niveau de la mer. Il s’étend sur une superficie de 41,5 hectares et se divise en quatre parties : le Suur (36 ha), l’Aia (1 ha), l’Iiri et l’Alumine (4 ha). Sa profondeur maximum est de 6 mètres. La rivière Valge part du lac et se jette dans le golfe de Finlande.

## Château fort de Borckhom

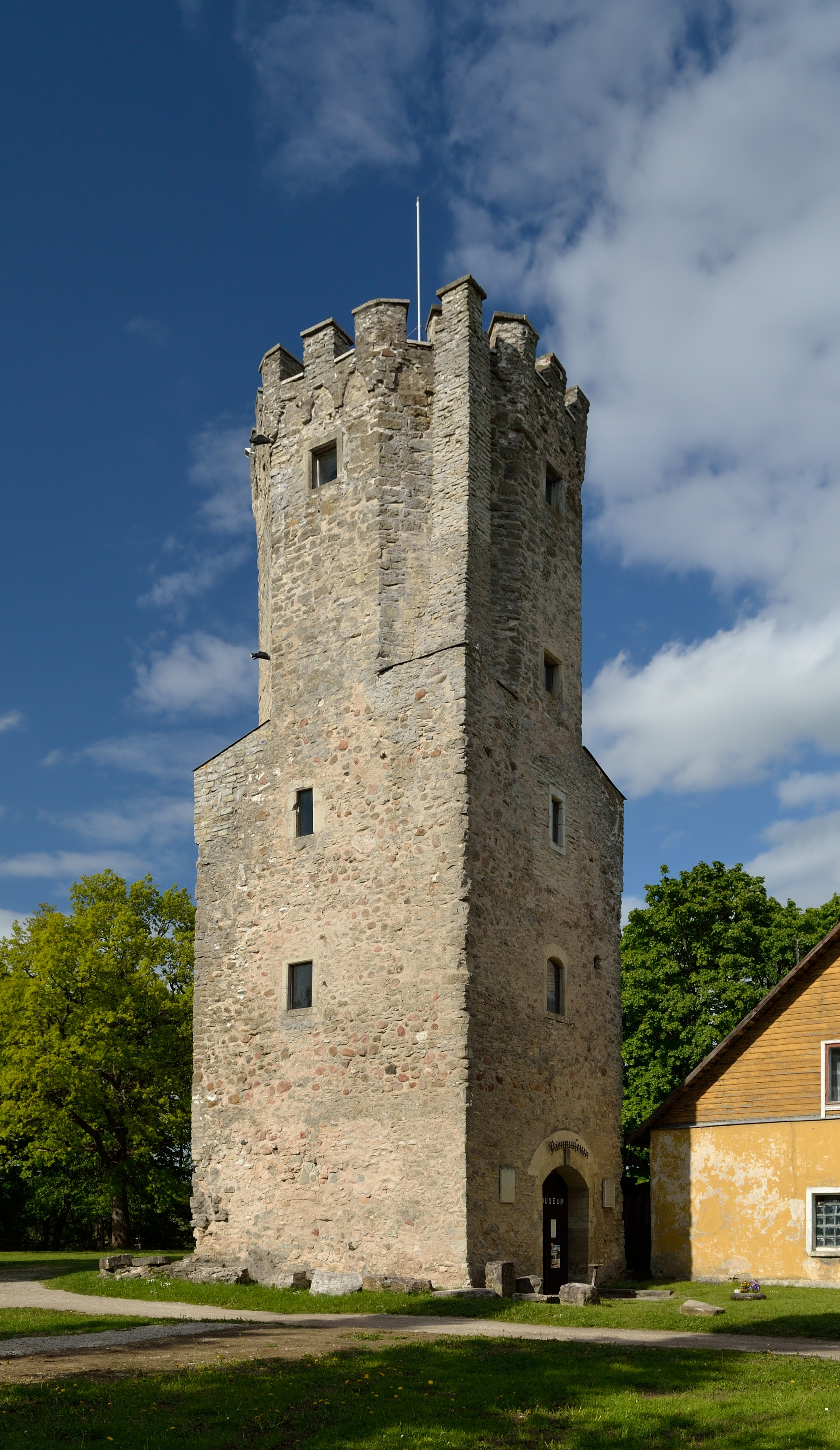

Le château fort de Borckholm, ou Borkholm, (nom allemand et suédois de Porkuni) a été construit entre 1477 et 1479 sur une île du lac par Simon von der Borch, évêque de Reval. C’est de son nom de famille que le château et l’endroit sont nommés, holm signifiant « château » en suédois. Le domaine appartient à l’évêque et au diocèse, et son château, avec ses quatre tours d’angle, représente une des forteresses les plus importants du Wierland. Une petite chapelle se trouve alors à l’angle sud de la cour intérieure. Le château de Borckholm est endommagé pendant la guerre de Livonie, en 1558, puis il perd de son importance, la région appartenant à la couronne de Suède.
Il ne reste aujourd’hui plus que des ruines, celles des fondations et les restes de la tour d’entrée qui mesure 21 mètres de haut. Sa base est rectangulaire, et le haut octogonal. On y trouve un petit musée à propos de l’histoire de l’extraction du calcaire et des fossiles.

## Manoir de Borckholm

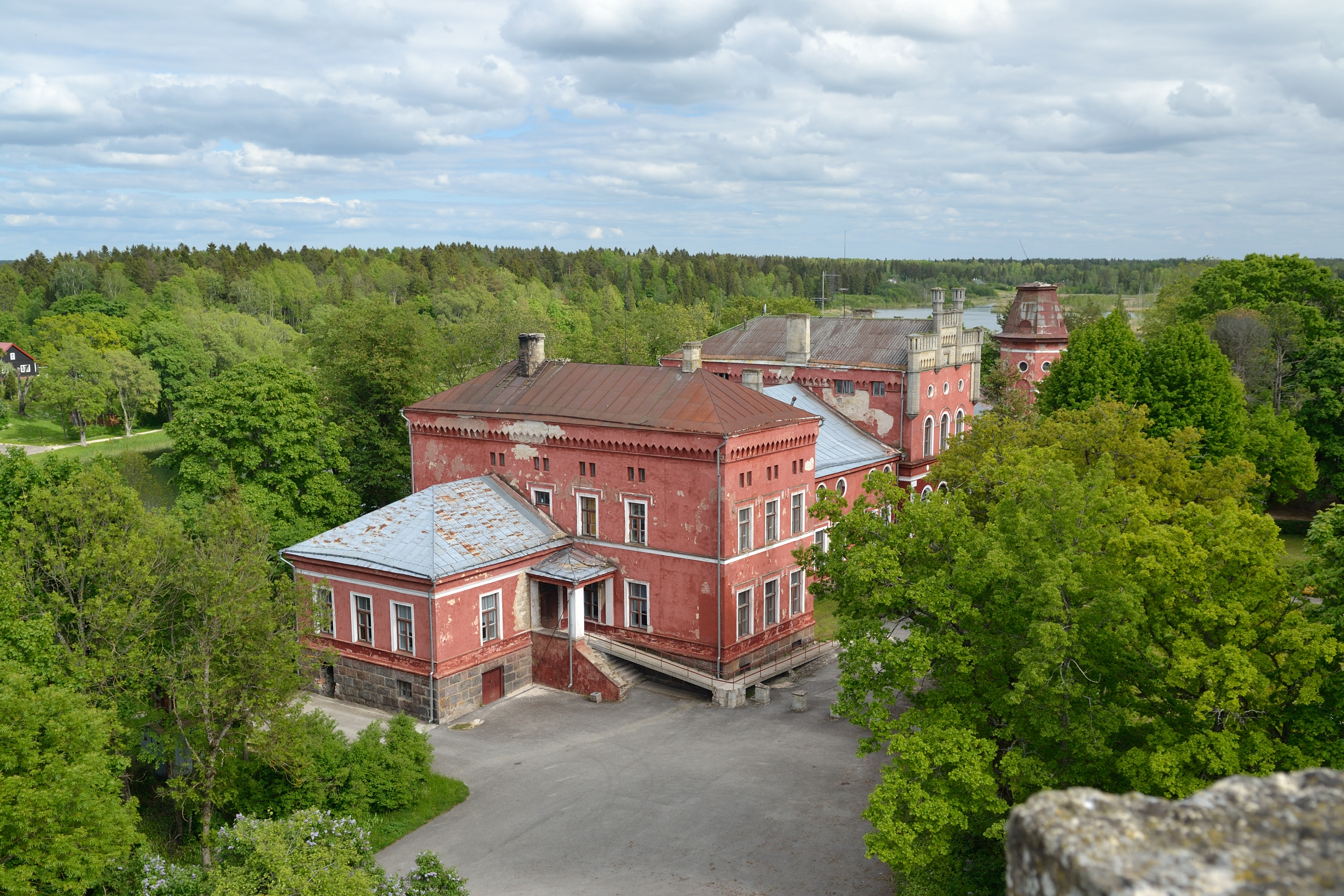

L’ancien manoir seigneurial de Borckholm était la demeure des propriétaires du domaine agricole à  l’origine du peuplement du village. Il appartint de 1628 à 1799 à la célèbre famille allemande de la Baltique des Tiesenhausen (orthographié autrefois aussi Tisenhusen). Le domaine devient la propriété de la famille von Essen en 1835. Le manoir actuel a été bâti en style néogothique sur une île du lac entre 1870 et 1874 et s’inspire de l’ancienne forteresse. Le domaine est acquis en 1887 par la famille von Rennenkampf, qui réussit à conserver le manoir jusqu’en 1939, malgré les lois de nationalisation de 1919 qui exproprièrent la plupart des propriétaires terriens. La famille von Rennenkampf est toutefois expropriée en 1939, lorsque l’Armée rouge s’empare du pays.
Le manoir est entouré de bâtiments agricoles, d’une distillerie de schnaps et d’un ancien moulin à eau.
Le manoir, appelé en estonien Porkuni lois est aujourd’hui un orphelinat.

## Bataille de Porkuni

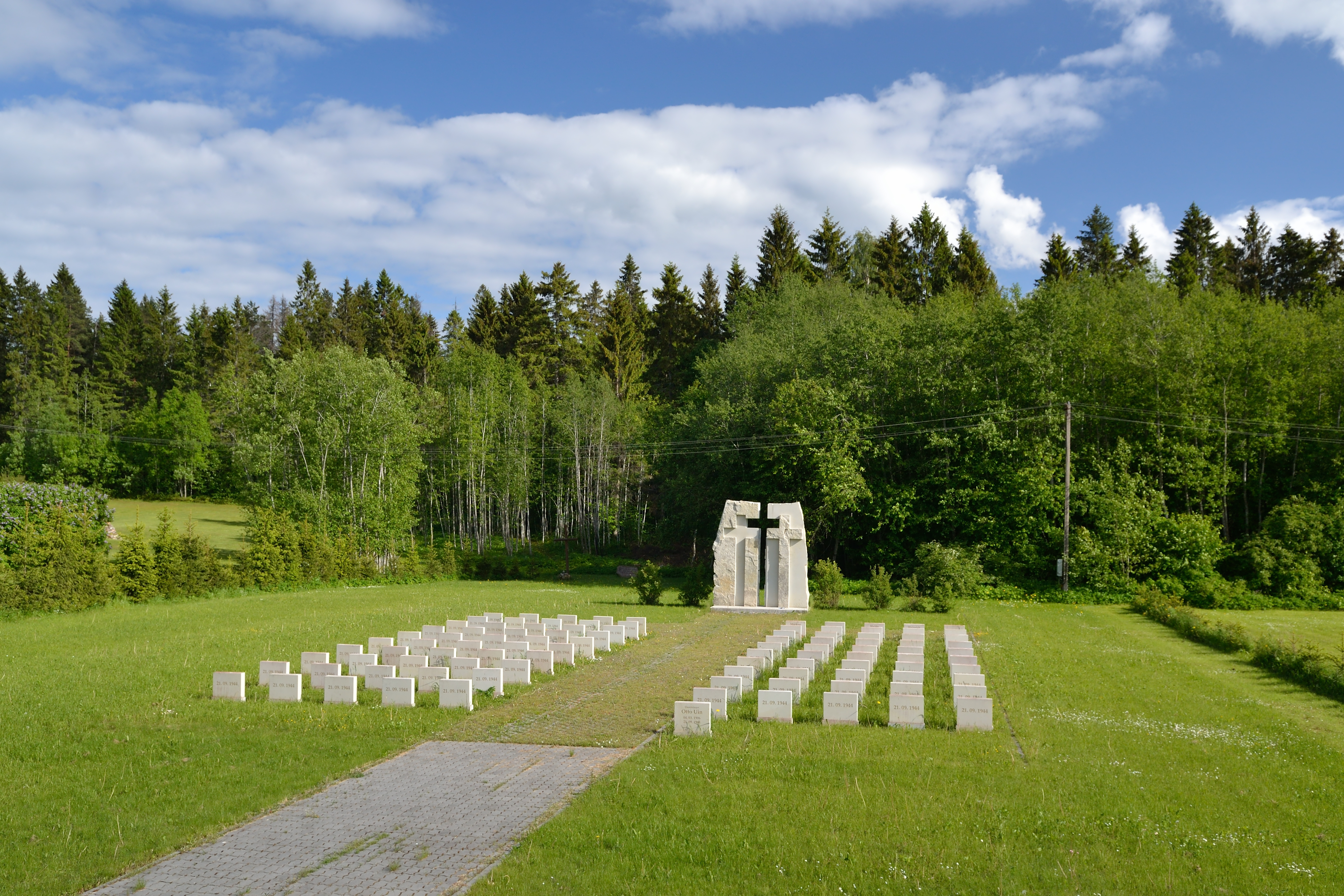

Une bataille du front de l’Est, en marge de la bataille de Narva, se déroula ici pendant la Seconde Guerre mondiale. Les soldats allemands, ainsi que les soldats SS estoniens combattant du côté de la Wehrmacht, étaient pourchassés par l’Armée soviétique qui se dirigeait vers l’Ouest pour abattre le régime hitlérien. Les soviétiques traversent le fleuve Ema dans la nuit du 17 septembre 1944 et se dirigent vers le nord. C’est alors qu’a lieu une bataille le 21 septembre suivant, entre le village de Sauevälja et le lac de Porkuni (Borckholm See), qui oppose les supplétifs estoniens de l’armée hitlérienne, notamment la 20e division SS de grenadiers, et les Estoniens combattant du côté de l’Armée rouge. Cinq cents supplétifs estoniens SS de l’armée allemande sont tués et sept cents autres envoyés en Sibérie, tandis qu’en face plus de mille Estoniens qui combattent dans l’armée soviétique perdent la vie.